# Rolf Idler
Rolf Idler (* 1. Juli 1943 in Heilbronn; † 12. April 2012 in Egelsbach) war ein deutscher Schauspieler, der überwiegend auf Theaterbühnen tätig war.

## Leben
Rolf Idler wuchs in Schorndorf auf. Nach einer abgeschlossenen Berufsausbildung zum Schreiner nahm er Unterricht bei Heinz Dietrich Kenter an der Staatlichen Hochschule für Musik und Darstellende Kunst in Stuttgart. Es folgten Studien in Salzburg mit erfolgreicher Abschlussprüfung am Mozarteum. Sein erstes Engagement erhielt Idler an den Städtischen Bühnen Essen.
Ernst Seiltgen, 1967 als Nachfolger von Christoph Groszer zum Intendant ans Landestheater Württemberg-Hohenzollern berufen, verpflichtete Idler zum Aufbau seines Ensembles. Idler debütierte in Tübingen als Lysander in Ein Sommernachtstraum und als Mickey in Eugene O’Neills Alle Kinder Gottes haben Flügel. Später hatte dort u. a. die Titelrolle in Dürrenmatts Interpretation von König Johann. Zusammen mit Seiltgen, der nahezu sein gesamtes Ensemble mitnahm, wechselte er 1970 zum Theater Oberhausen.
Intendant Günther Beelitz verpflichtete ihn 1971 für das Staatstheater Darmstadt, dem er bis 1975 und dann wieder ab 1992 angehörte. Idler spielte als „Gretchen-Faust“ neben Ernst Fritz Fürbringer und Dieter Wernecke einen der insgesamt drei Faustdarsteller in der von Istvan Bödy als Gesamtstück inszenierten Werke Faust. Eine Tragödie und Faust. Der Tragödie zweiter Teil.
1990 spielte Idler den Herzog von Albany der Premiere von Wilsons Inszenierung von König Lear, in der Marianne Hoppe die Titelrolle spielte.
Idler hatte einige kleinere Fernsehauftritte, u. a. 1975 mit Toni Turek in Die Fernsehliga. 2002 lieh er für das Computerspiel Cultures 2 - Die Tore Asgards seine Stimme.
Idler starb im Alter von 68 Jahren im Kreise seiner Familie in seiner Egelsbacher Wohnung an den Folgen eines Krebsleidens, das bereits 2001 bei ihm diagnostiziert worden war. Er wurde in seiner Heimatstadt Schorndorf beigesetzt.

## Engagements – Theater (Auswahl)
| Jahr        | Stück                                     | Rolle                 | Regisseur                        | Theater                                     |
| 1967 – 1968 | Ein Sommernachtstraum                     | Lysander              | Ernst Seiltgen                   | Landestheater Württemberg-Hohenzollern      |
| 1967 – 1968 | Alle Kinder Gottes haben Flügel           | Mickey                | Ernst Seiltgen                   | Landestheater Württemberg-Hohenzollern      |
| 1968        | Mann ist Mann                             | Polly Baker           |                                  | Landestheater Württemberg-Hohenzollern      |
| 1968        | Fiesco                                    | Gianettino Doria      | Ernst Seiltgen                   | Landestheater Württemberg-Hohenzollern      |
| 1968        | La Celestina                              | Calisto               | Ernst Seiltgen                   | Landestheater Württemberg-Hohenzollern      |
| 1968 – 1969 | Die drei Musketiere                       | Musketier             | Ernst Seitgen und Axel Plogstedt | Landestheater Württemberg-Hohenzollern      |
| 1968 – 1969 | Die Räuber                                | Franz Moor            | Wolfgang Müller                  | Landestheater Württemberg-Hohenzollern      |
| 1969 – 1970 | Hamlet                                    | Laertes               | Ernst Seiltgen                   | Landestheater Württemberg-Hohenzollern      |
| 1969 – 1970 | Was ihr wollt                             | Malvolio              | Ernst Seiltgen                   | Landestheater Württemberg-Hohenzollern      |
| 1969 – 1970 | Eiche und Angora                          | Dr. Zerlebeck         | Ernst Seiltgen                   | Landestheater Württemberg-Hohenzollern      |
| 1969 – 1970 | Arsen und Spitzenhäubchen                 | Jonathan Brewster     |                                  | Landestheater Württemberg-Hohenzollern      |
| 1970        | König Johann                              | König Johann          | Gerhard Jelen                    | Landestheater Tübingen                      |
| 1970        | Minna von Barnhelm oder Das Soldatenglück | Feldjäger             | Ernst Seiltgen                   | Landestheater Tübingen / Theater Oberhausen |
| 1975        | Faust                                     | Junger Faust          | Istvan Bödy                      | Staatstheater Darmstadt                     |
| 1978        | Separatvorstellung                        | Richard Wagner        | Volkert Matzen                   | Hessisches Staatstheater Wiesbaden          |
| 1989 – 1990 | König Lear                                | Herzog von Albany     | Robert Wilson                    | Schauspiel Frankfurt                        |
| 1994        | Eines langen Tages Reise in die Nacht     | James Tyrone          | Hansjörg Betschart               | Staatstheater Darmstadt                     |
| 1994        | Was ihr wollt                             | Sir Andrew Bibberback | Heinz Kreindl                    | Staatstheater Darmstadt                     |
| 2002        | Der Kaufmann von Venedig                  | Antonio               | Heinz Kreindl                    | Staatstheater Darmstadt                     |

## Filmografie (Fernsehen)
- 1975: Die Fernsehliga[24]
- 1977: Vorsicht Falle! (Folge 55: Faule Tricks mit der Gesundheit / Kneipe mit doppeltem Boden / Au-pair-Mädchen gesucht)
- 1989: Der Schönste (als Ecke)
- 1999: Schwarz greift ein (Staffel 3, Folge 7: Alle, die da fallen)

## Hörspiele
- 1969: Erwin Seßler: Dr Hasabrota. Schwäbisches Mundartspiel – Regie: Manfred Rolf Seemann
- 1969: Erwin Seßler: Dr Christbaum. Schwäbisches Mundartspiel – Regie: Manfred Rolf Seemann
- 1979: Sylvia Hoffman: Schadenregulierung – Regie: Ferdinand Ludwig
- 1988: Detlef Wolters: Arbeit macht high – Regie: Günther Sauer
- 1992: Arthur Koestler: Rückblenden (Reihe): Sonnenfinsternis – Bearbeitung und Regie: Christian Gebert